# San Andreas Mega Quake
Pour plus de détails, voir Fiche technique et Distribution.
San Andreas Mega Quake est un film catastrophe américain réalisé par H. M. Coakley, sorti en 2019. Il met en vedettes dans les rôles principaux Joseph Michael Harris, Christie Nicholls et Liz Fenning.

## Synopsis
Un fort tremblement de terre dans la faille de San Andreas a détruit Los Angeles et l’évacuation bat son plein. Selon certains scientifiques, cependant, il y aura un autre tremblement de terre, encore plus fort. Par conséquent, la plaque nord-américaine est examinée en profondeur afin de pouvoir réagir rapidement aux menaces possibles. Le célèbre scientifique Jan Werner découvre que le grand tremblement de terre frappera la Californie dans seulement deux jours. Sur la base des données de laboratoire, il prédit également qu’en raison de la force du séisme et du tsunami qui en résulte, tout le littoral de l’Amérique occidentale coulera.
Il contacte son ex-femme Deborah Franklin, qui travaillait dans la même agence fédérale à l’époque, pour arrêter le séisme avec son aide et un canon sismique. Elle a développé cette machine pour lutter contre les tremblements de terre et sauver des vies. Cependant, le ministère de la Défense a revendiqué la propriété de l’appareil et l’a transformé en arme. Le différend qui en a résulté a coûté à Deborah son emploi et son mariage. L’armée se montre toutefois coopérative, et l’appareil est installé à l’épicentre supposé du séisme. Le Dr Werner et son ex-épouse sont accompagnés des employés Christine et Drew. Ce dernier succombe à ses blessures, qu’il a subies lors d’une chute dans une fissure dans le sol. Malheureusement, il n’y a pas assez d’énergie pour réparer la faille de San Andreas, le séisme est simplement retardé et stocké à Los Angeles.
Afin d’arrêter ces tremblements de terre, le Dr Werner propose de réveiller un volcan inactif afin de dévier l’énergie libérée par le tremblement de terre et de former ainsi une nouvelle croûte à la surface de la terre. Pendant ce temps, leur fille Ingrid, faisant partie des dernières troupes d’évacuation, est en grand danger. Après avoir réussi à sauver un civil, elle remet en marche un hélicoptère et s’échappe.
Pendant ce temps, l’armée, dirigée par le colonel Lochner, a livré une bombe sur la cible pour libérer la lave. Lors d’un tremblement de terre, le groupe tombe dans une chambre magmatique. Le Dr Werner sauve le groupe de la fosse, et il est lui-même sauvé par le soldat Chai, qui meurt en héros. Comme il avait la télécommande de l’engin explosif, le Dr Werner a dû retourner dans la fissure et faire exploser la bombe manuellement. Juste à temps, sa fille sauve le groupe avec l’hélicoptère.

## Distribution
- Joseph Michael Harris : Dr. Jan Werner
- Christie Nicholls : Deborah Franklin
- Liz Fenning : Christine
- Sarah J. Bartholomew : Ingrid
- Dennis Renard : Drew
- Glen Baggerly : colonel Lochner
- Charlit Dae : sergent Chai
- Xavier Clemente : Bill
- Sidne Phillips : Sadie
- Haley Price : Samantha
- Patrice Gibbs : scientifique
- Alex LaBonte : sergent Bendis
- Dede Matz : scientifique[1]

## Production
Le tournage a eu lieu à Riverside, en Californie, aux États-Unis. Le film est sorti le 3 avril 2019 aux États-Unis sur divers sites Web. En Allemagne, la location de vidéos a été possible à partir du 6 septembre 2019. Déjà en 2015, The Asylum traitait du sujet des tremblements de terre en Californie avec San Andreas Quake: Magnitude 10.

## Réception critique
Filmdienst décrit « Un film catastrophe bon marché avec une intrigue complètement scandaleuse, des acteurs moches et des effets spéciaux toujours risibles. Le manque de soin dans tous les domaines garantit que l’aspect poubelle ne génère aucune valeur de divertissement.
San Andreas Mega Quake recueille un score d’audience de 0% sur Rotten Tomatoes.